# Microlaimus pygmaeus
Microlaimus pygmaeus är en rundmaskart som beskrevs av Meyl 1954. Microlaimus pygmaeus ingår i släktet Microlaimus och familjen Microlaimidae. Inga underarter finns listade i Catalogue of Life.